# Brunnenkapelle Bubenheim

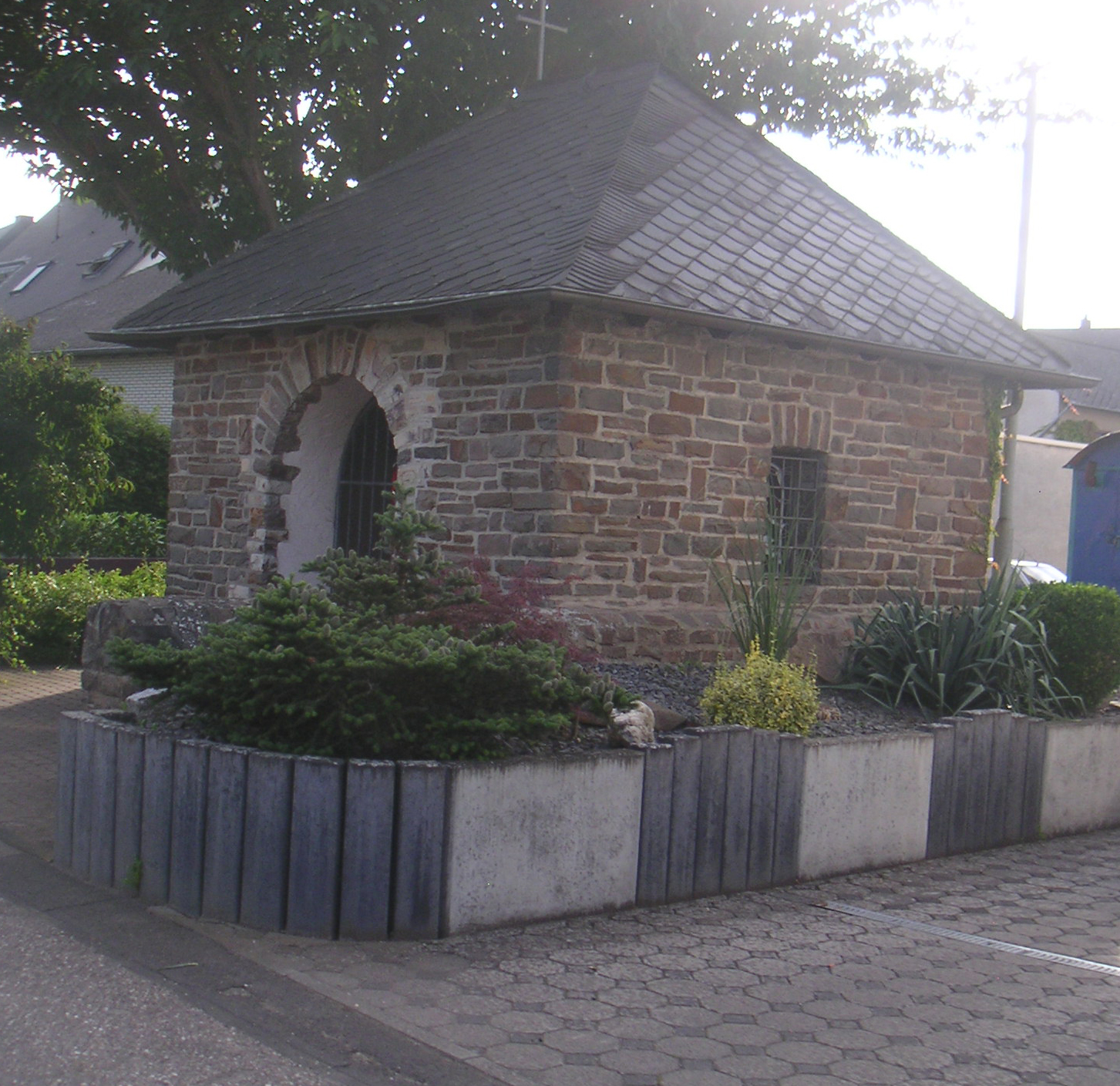

Die Brunnenkapelle im Koblenzer Stadtteil Bubenheim steht in unmittelbarer Nähe an der Rückseite der St. Maternuskirche.

## Geschichte
Die St.-Maternus-Kirche wurde direkt neben dem so genannten „Pompepädsche“ (Pumpenpfädchen) erbaut.
Das Pumpenhäuschen stand auf einem Grundstück der Gemeinde Bubenheim, das später an die Stadt Koblenz überging. Hier wurde bis in die 1970er Jahre die Wasserversorgung von Bubenheim sichergestellt. Nach der Eingemeindung von Bubenheim zur Stadt Koblenz wurde der neue Stadtteil an die Wasserversorgung der EVM angeschlossen, so dass die Pumpstation überflüssig wurde.
Fast ein Vierteljahrhundert hatte das kleine Gebäude keine Verwendung mehr und sollte abgerissen werden.
Auf Initiative von Werner Wiemers und Heinz Kassung wurde die einzige Brunnenmadonna des Bistums Trier in dem ehemaligen Zweckbau aufgestellt. Das Zeugnis der Ortsgeschichte sollte zu einem Kleinod inmitten des Stadtteils umgestaltet werden. Wiemers und Kassung sammelten 35.000 DM für das von Heinz Kassung künstlerisch gestaltete Gebäude.
Am 26. Mai 1991 wurde das Kapellchen durch Pastor Werner Jacobs im Rahmen eines Pfarrfestes eingeweiht.
Die „Bubenheimer Brunnenmadonna“ wurde nach dem Entwurf des Künstlers in der Werkstatt des Holzbildhauermeisters Ludwig Stöckbauer, in Hohenau im Bayerischen Wald, aus Lindenholz mit teilweise echter Polimentvergoldung gefertigt. Sie ist nach dem Vorbild einer gotischen Madonna aufgebaut und steht auf einem Fels, in dem eine Quelle entspringt. Auf dem linken Arm trägt sie das Kind und reicht ihm einen Becher frisches Quellwasser.
Die Kapelle wird regelmäßig mit frischen Blumen und Kerzen versorgt.